# Энтони Джошуа — Карлос Такам
Энтони Джошуа — Карлос Такам (англ. Anthony Joshua vs. Carlos Takam) — профессиональный боксёрский 12-раундовый поединок в тяжёлом весе за титулы чемпиона мира по версиям World Boxing Association Super, International Boxing Federation и International Boxing Organisation, которыми на момент поединка обладал Энтони Джошуа. Бой состоялся 27 октября 2017 года на стадионе «Миллениум» в Кардиффе (Великобритания).
Изначально планировалось, что Энтони Джошуа проведёт реванш с Владимиром Кличко, но тот объявил о завершении карьеры и следующим соперником британца стал обязательный претендент Кубрат Пулев. Однако незадолго до боя Пулев травмировался и его заменил Карлос Такам.
На протяжении всего поединка преимущество было на стороне Джошуа, который отправил Такама в нокдаун в 4-м раунде. В 10-м раунде британец провёл серию безответных ударов в голову своего визави, после чего вмешался рефери и остановил поединок. В итоге, победа техническим нокаутом в 10-м раунде была присуждена Энтони Джошуа. Остановка этого поединка была весьма спорной и подверглась критике со стороны некоторых боксёров.

## Предыстория
29 апреля 2017 года чемпион мира по версии IBF Энтони Джошуа провёл поединок с бывшим чемпионом мира по версиям WBA Super, IBF, WBO, IBO и The Ring. Помимо чемпионского титула IBF, на кону стояли вакантные титулы чемпиона мира по версиям WBA Super и IBO, которые ранее принадлежали Кличко. Поединок получился весьма конкретным, Джошуа трижды отправлял соперника в нокдаун — в 4-м раунде и дважды в 11-м, а Кличко отправил чемпиона в нокдаун один раз в пятом раунде. В итоге, победу техническим нокаутом в 11-м раунде одержал Энтони Джошуа.
После победы в этом поединке, Джошуа предложил провести бой-реванш с Владимиром Кличко и предоставил ему время для принятия решения. Тем временем, IBF обязала Джошуа провести поединок-защиту против обязательного претендента на титул Кубрата Пулева (25-1). Однако Джошуа предпочёл вариант реванша с Владимиром Кличко, и IBF согласилась предоставить ему отсрочку.
3 августа 2017 года Кличко-младший объявил о завершении карьеры профессионального боксёра, после чего следующим соперником Джошуа стал Кубрат Пулев. В начале сентября 2017 года появилась информация о том, что поединок Джошуа — Пулев был назначен на 27 октября 2017 года, а местом проведения поединка был выбран стадион «Миллениум» в Кардиффе (Великобритания).
Менее чем за две недели до боя Пулев травмировал грудную мышцу и поединок оказался на грани срыва. Однако промоутер Джошуа — Эдди Хирн оперативно нашёл замену Пулеву и новым соперником Джошуа стал француз камерунского происхождения Карлос Такам. Такам был выбран Хирном в качестве запасного соперника Джошуа сразу же после подписания контракта на бой Джошуа — Пулев. 
До поединка с Джошуа Такам провёл 39 поединков, одержал 35 побед (28 из них досрочно), потерпел три поражения (1 досрочно от Александра Поветкина в октябре 2014 года) и 1 поединок (с Майком Пересом в январе 2014 года) завершил вничью. Помимо этого некоторое время в активе Такама были титулы чемпиона Африки по версии WBO (2011—2012), интерконтинентального чемпиона по версии IBF (2017), «серебряного» чемпиона по версии WBC (2014), интернационального чемпиона (2012) и чемпиона мира (2013) по второстепенной версии WBF.
27 октября состоялась официальная процедура взвешивания боксёров перед поединком: Энтони Джошуа весил 115,2 кг, а Карлос Такам 106,8 кг.

## Ход поединка
В первом раунде британец захватил центр ринга, но не проявил особой активности в атаке. Джошуа уделял значительное внимание защите, в то время как Такам предпринимал безуспешные попытки попасть по нему акцентированным ударом. В конце первой минуты второго раунда Такам неумышленно ударил Джошуа лбом по носу и сломал его. В том же раунде чемпиону удалось провести несколько акцентированных ударов по корпусу претендента. В третьем раунде Карлосу Такаму удалось несколько раз попасть по корпусу Джошуа, но эти удары не оказали на него никакого влияния и он продолжал атаковать.
В четвёртом раунде вследствие успешной атаки британца у Такама образовалось рассечение над правым глазом. Менее чем за 30 секунд до окончания раунда Джошуа сумел несколько раз попасть по голове Такама; за 17 секунд до окончания раунда, вследствие одного из таких попаданий француз попятился назад и дотронулся перчаткой до настила ринга, после чего рефери отчитал ему нокдаун. После уведомительного гонга об окончании раунда Джошуа пробил несколько акцентированных ударов в голову француза. В перерыве между 4-м и 5-м раундами в углу Такама попытались нейтрализовать рассечение, из-за чего 5-й раунд начался с опозданием на несколько секунд. В пятом раунде Джошуа старался пробивать над правым глазом соперника в место, где у того было рассечение. Менее чем через минуту после начала раунда Фил Эдвардс приостановил поединок, и осмотрев рассечение вместе с врачом, разрешил Такаму продолжить бой. После возобновления поединка Такам несколько раз безуспешно попытался попасть по сопернику, но, не добившись успеха, начинал клинчевать. В шестом раунде Такам практически полностью сконцентрировался на защитных действиях, но во второй половине раунда Джошуа стал попадать акцентированными ударами в голову соперника.
Во второй половине 8-го раунда Такаму удалось успешно контратаковать и провести акцентированный удар с правой руки в голову Джошуа. После этого Джошуа демонстративно опустил руки, провоцируя Такама на атаку. В этот момент Такам атаковал, но британец успел защититься. Менее чем за полминуты до окончания раунда Джошуа провёл успешную для себя атаку, попав ударом с правой руки по голове соперника, а затем начал клинчевать. В девятом раунде Такам уделил большее внимание защитным действиям, однако Джошуа всё же смог довести до цели несколько акцентированных ударов.
В десятом раунде Джошуа провёл серию безответных ударов в голову противника, после чего вмешался Фил Эдвардс и остановил поединок. В итоге, победа техническим нокаутом в 10-м раунде была присуждена Энтони Джошуа. Остановка поединка была весьма спорной. Бывшие чемпионы мира в тяжёлом весе Леннокс Льюис (бывший чемпион по версиям WBA, WBC, IBF, IBO и журнала The Ring) и Тайсон Фьюри (бывший чемпион по версиям WBA Super, WBO, IBF, IBO и журнала The Ring), а также сами участники поединка — Энтони Джошуа и Карлос Такам негативно высказались об останове боя, назвав её преждевременной. Помимо своего высказывания относительно остановки поединка, Такам заявил, что хотел бы провести реванш с Джошуа.

Доминирования не было, но и назвать слишком уж конкурентным боем то, что происходило в ринге, язык не поворачивается. Карлос эпизодически смотрелся молодцом, но почти в каждом раунде чемпион делал больше и качественнее.— Евгений Пилипенко

### Статистика ударов
Ударов всего
| Боксёр        | Раунд                             | 1     | 2      | 3      | 4      | 5      | 6      | 7      | 8      | 9     | 10     | Всего   |
| ------------- | --------------------------------- | ----- | ------ | ------ | ------ | ------ | ------ | ------ | ------ | ----- | ------ | ------- |
| Энтони Джошуа | Попаданий (из них в корпус)/всего | 3/33  | 15/43  | 3/36   | 20/55  | 20/55  | 23/60  | 20/53  | 19/49  | 12/40 | 17/30  | 152/454 |
| Энтони Джошуа | Процент попаданий                 | 9,1 % | 34,9 % | 8,3 %  | 36,4 % | 36,4 % | 38,3 % | 37,7 % | 38,8 % | 30 %  | 56,7 % | 33,5 %  |
|               |                                   |       |        |        |        |        |        |        |        |       |        |         |
| Карлос Такам  | Попаданий (из них в корпус)/всего | 0/11  | 7/21   | 3/21   | 4/17   | 6/31   | 12/29  | 6/24   | 7/27   | 6/30  | 1/11   | 52/222  |
| Карлос Такам  | Процент попаданий                 | 0 %   | 33,3 % | 14,3 % | 23,5 % | 19,4 % | 41,4 % | 25 %   | 25,9 % | 20 %  | 9,1 %  | 23,4 %  |

Джебы
| Боксёр        | Раунд                             | 1      | 2      | 3     | 4      | 5      | 6      | 7      | 8      | 9      | 10     | Всего  |
| ------------- | --------------------------------- | ------ | ------ | ----- | ------ | ------ | ------ | ------ | ------ | ------ | ------ | ------ |
| Энтони Джошуа | Попаданий (из них в корпус)/всего | 3/24   | 6/20   | 1/19  | 4/20   | 6/15   | 8/30   | 11/31  | 9/28   | 6/25   | 7/15   | 61/227 |
| Энтони Джошуа | Процент попаданий                 | 12,5 % | 30 %   | 5,3 % | 20 %   | 40 %   | 26,7 % | 35,5 % | 32,1 % | 24 %   | 46,7 % | 26,9 % |
|               |                                   |        |        |       |        |        |        |        |        |        |        |        |
| Карлос Такам  | Попаданий (из них в корпус)/всего | 0/7    | 3/11   | 1/11  | 1/8    | 2/12   | 3/4    | 0/4    | 4/12   | 1/6    | 1/3    | 16/78  |
| Карлос Такам  | Процент попаданий                 | 0 %    | 27,3 % | 9,1 % | 12,5 % | 16,7 % | 75 %   | 0 %    | 33,3 % | 16,7 % | 33,3 % | 20,5 % |

Силовые удары
| Боксёр        | Раунд                             | 1   | 2      | 3      | 4      | 5      | 6     | 7      | 8      | 9      | 10     | Всего  |
| ------------- | --------------------------------- | --- | ------ | ------ | ------ | ------ | ----- | ------ | ------ | ------ | ------ | ------ |
| Энтони Джошуа | Попаданий (из них в корпус)/всего | 0/9 | 9/23   | 2/17   | 16/35  | 14/40  | 15/30 | 9/22   | 10/21  | 6/15   | 10/15  | 91/227 |
| Энтони Джошуа | Процент попаданий                 | 0 % | 39,1 % | 11,8 % | 45,7 % | 35 %   | 50 %  | 40,9 % | 47,6 % | 40 %   | 66,7 % | 40,1 % |
|               |                                   |     |        |        |        |        |       |        |        |        |        |        |
| Карлос Такам  | Попаданий (из них в корпус)/всего | 0/4 | 4/10   | 2/10   | 3/9    | 4/19   | 9/25  | 6/20   | 3/15   | 5/24   | 0/8    | 36/144 |
| Карлос Такам  | Процент попаданий                 | 0 % | 40 %   | 20 %   | 33,3 % | 21,1 % | 36 %  | 30 %   | 20 %   | 20,8 % | 0 %    | 25 %   |

### Судейство
Ещё до начала поединка на экран был выведен окончательный счёт судейских записок, согласно которым Джошуа должен был одержать победу единогласным судейским решением со счётом 117:111 и 116:112 — дважды. Этот факт заставил усомниться в непредвзятости судей. Поединок обслуживали рефери — британец Фил Эдвардс и три боковых судьи — британец Майкл Александр, поляк Павел Кардыни и американец Рон МакНейр. К десятому раунду Джошуа лидировал на всех трёх судейских записках. На записках Александра и МакНейра британец выигрывал со счётом 89:81, а у Кардыни он выигрывал со счётом 90:80.

## Андеркарт
В таблице перечислены результаты всех поединков боксёров.
В каждой строке указан результат поединка. Дополнительно номер поединка обозначен цветом, который обозначает итог поединка. Расшифровка обозначений и цветов представлена в нижеследующей таблице.
| Пример | Расшифровка                     |
| ------ | ------------------------------- |
|        | Победа                          |
|        | Ничья                           |
|        | Поражение                       |
|        | Планируемый поединок            |
|        | Поединок признан несостоявшимся |
| КО     | Нокаут                          |
| ТКО    | Технический нокаут              |
| PTS    | Решение судей (по очкам)        |
| UD     | Единогласное решение судей      |
| MD     | Решение большинства судей       |
| SD     | Раздельное решение судей        |
| RTD    | Отказ от продолжения боя        |
| DQ     | Дисквалификация                 |
| NC     | Поединок признан несостоявшимся |

| Боксёр                    | Итог боя    | Боксёр                  | Примечания                                                                         |
| ------------------------- | ----------- | ----------------------- | ---------------------------------------------------------------------------------- |
| Энтони Джошуа (19-0)      | TKO10 (12)  | Карлос Такам (35-3-1)   | Поединок за титулы чемпиона мира в тяжёлом весе по версиям WBA Super, IBF и IBO.   |
| Халид Яфай (22-0)         | UD12 (12)   | Шо Исида (24-0)         | Поединок за титул чемпиона мира в первом наилегчайшем весе по версии WBA.          |
| Диллиан Уайт (21-1)       | UD12 (12)   | Роберт Хелениус (25-1)  | Поединок за вакантный титул WBC Silver в тяжёлом весе.                             |
| Фрэнк Бульони (20-2-1)    | UD12 (12)   | Крейг Ричардс (10-0)    | Поединок за титул чемпиона Британии в полутяжёлом весе по версии BBBofC.           |
| Кэти Тейлор (13-0)        | UD10 (10×2) | Анахи Санчес (17-2)     | Поединок за вакантный титул чемпиона мира среди женщин в лёгком весе по версии WBA |
| Лоуренс Околи (9-0, 7 KO) | TKO3 (6)    | Адам Уильямс (1-1)      | Рейтинговый поединок в первом тяжёлом весе.                                        |
| Джошуа Буатси (2-0)       | PTS6 (6)    | Сайду Салл (10-6-2)     | Рейтинговый поединок в полутяжёлом весе.                                           |
| Джо Кордина (4-0)         | PTS4 (4)    | Лестер Кантильяно (3-8) | Рейтинговый поединок в лёгком весе.                                                |

## После боя
Следующий свой поединок Энтони Джошуа провёл 31 марта 2018 года, победив чемпиона мира по версии WBO Джозефа Паркера, который до того одержал 24 победы в 24 поединках. Таким образом Джошуа стал чемпионом по трём из четырёх основных версий и защитил свой второстепенный титул чемпиона по версии IBO. Карлос Такам провёл свой следующий поединок 28 июля 2018 года, на кону стоял вакантный титул WBA International, а его соперником стал Дерек Чисора (28-8). Этот поединок завершился победой Чисоры техническим нокаутом в 8-м раунде.

## Комментарии
1. ↑  Согласно правилам бокса, нокдаун отсчитывается если боксёр получает третью точку опоры (становится на колено, дотрагивается перчаткой до настила ринга или падает на настил ринга) вследствие попадания соперником по нему
2. ↑  С 2007 года основными организациями в профессиональном боксе считаются WBA, WBC, IBF и WBO.